# Smithson Tennant

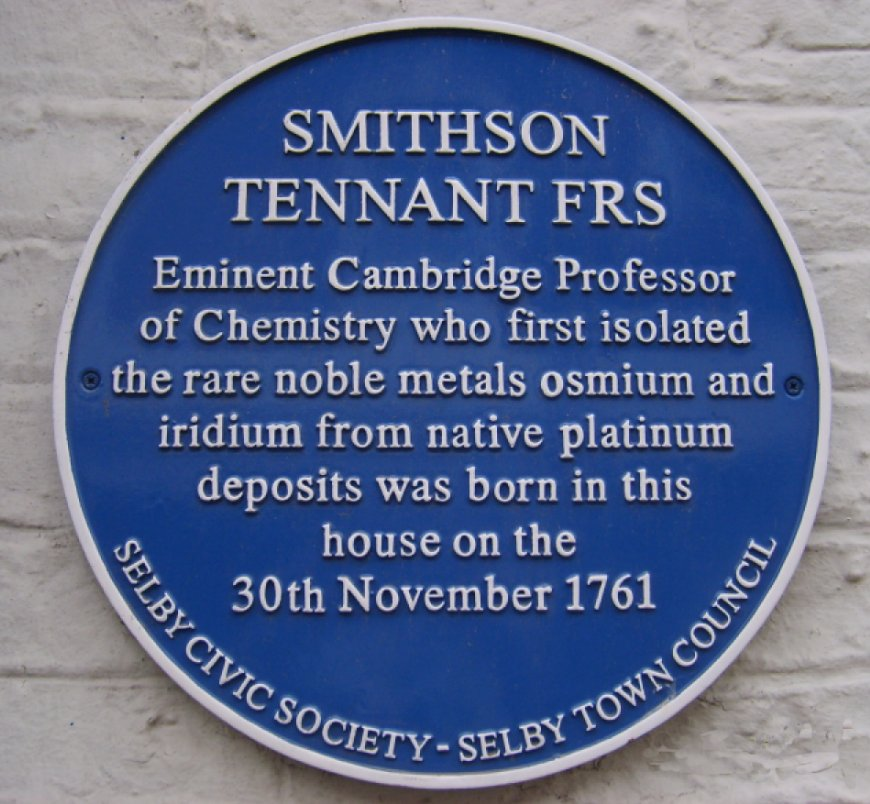
Tấm bảng màu xanh ghi tên Smithson Tennant ở phố Finkle, Selby, Bắc Yorkshire.

Smithson Tennant FRS (30 tháng 11 năm 1761 – 22 tháng 2 năm 1815) là một nhà hóa học người Anh. Ông được biết đến nhiều nhất nhờ phát hiện ra các nguyên tố iridi và osmi, được ông tìm thấy trong cặn từ dung dịch quặng bạch kim vào năm 1803. Ông cũng góp phần chứng minh sự đồng nhất của kim cương và than củi. Tennantit là khoáng vật được đặt theo tên của ông.

## Tiểu sử
Tennant sinh ra ở Selby, Yorkshire. Cha của ông là Calvert Tennant (được đặt theo tên của bà ngoại của ông là Phyllis Calvert, cháu gái của Cecilius Calvert, Nam tước xứ Baltimore thứ 2). Tên của ông có nguồn gốc từ tên của bà ngoại ông, Rebecca Smithson, góa phụ của Joshua Hitchling. Ông theo học Trường Ngữ pháp Beverley và hiện có một tấm bảng được đặt ở một trong các lối vào của ngôi trường nhằm tôn vinh khám phá về hai nguyên tố osmi và iridi của ông. Ông bắt đầu học ngành y tại Edinburgh vào năm 1781, nhưng sau vài tháng chuyển đến Cambridge, ông chuyển sang học về thực vật học và hóa học. Ông tốt nghiệp bằng Tiến sĩ y khoa tại Cambridge vào năm 1796, và đồng thời mua một điền trang gần Cheddar, phục vụ cho các thí nghiệm của ông liên quan đến nông nghiệp. Ông được bổ nhiệm làm giáo sư hóa học tại Cambridge vào năm 1813, nhưng chỉ giảng dạy một khóa giảng, trước khi qua đời gần Boulogne-sur-Mer do cây cầu mà ông đi qua bị sập.

## Di sản
Năm 2006, American Elements đã phát hiện ra công nghệ mới cho phép đúc các vòng iridi liền mạch để sử dụng trong tàu vũ trụ và vệ tinh. Năm 2016, công ty đã sử dụng công nghệ tương tự để cho ra mắt dòng nhẫn cưới làm bằng iridi được bán trên thị trường với thương hiệu Smithson Tennant.